# Thor Modéen

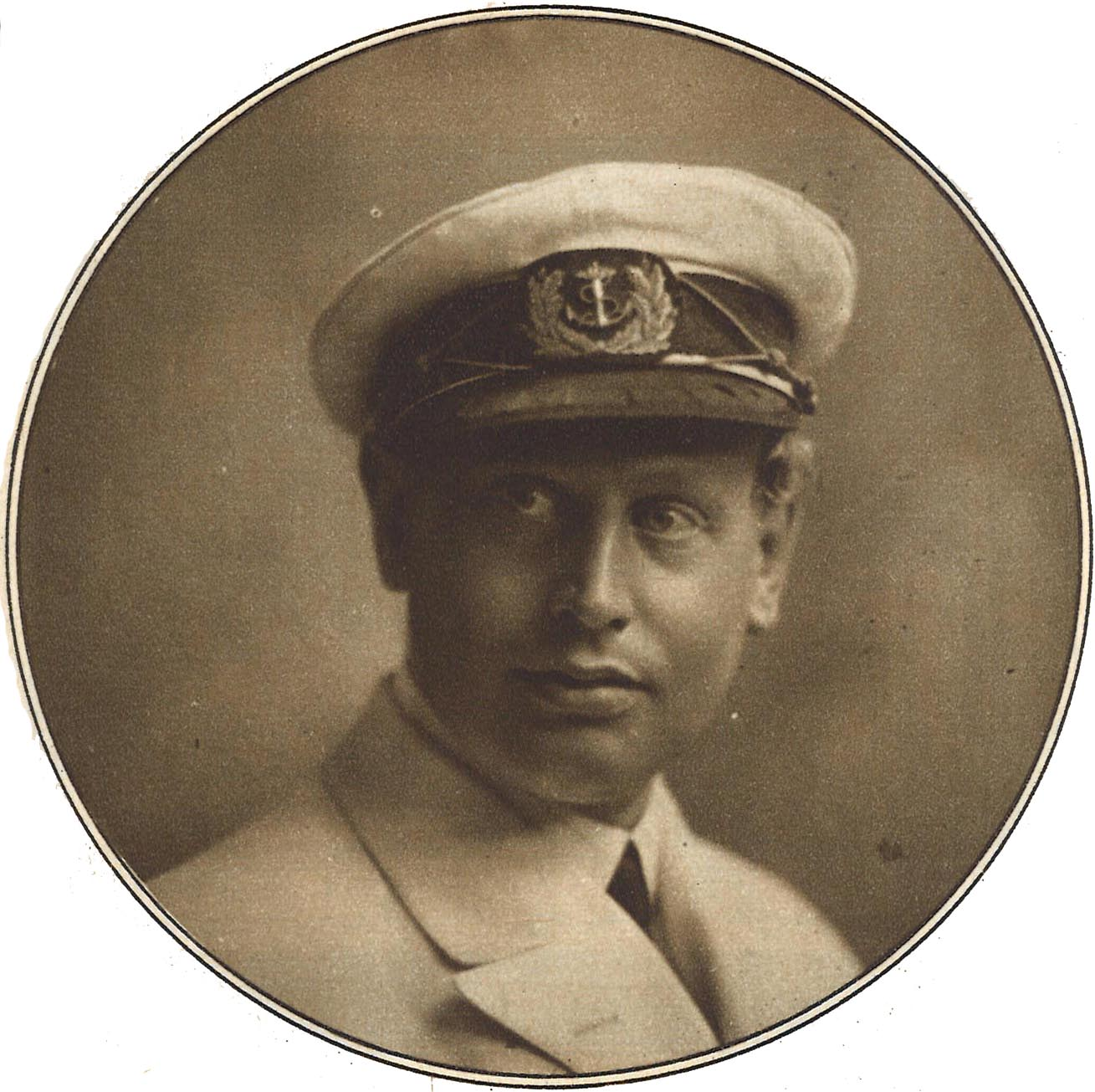
Thor Modéen en Styrman Karlssons flammor, en el Södra Teatern (1925)

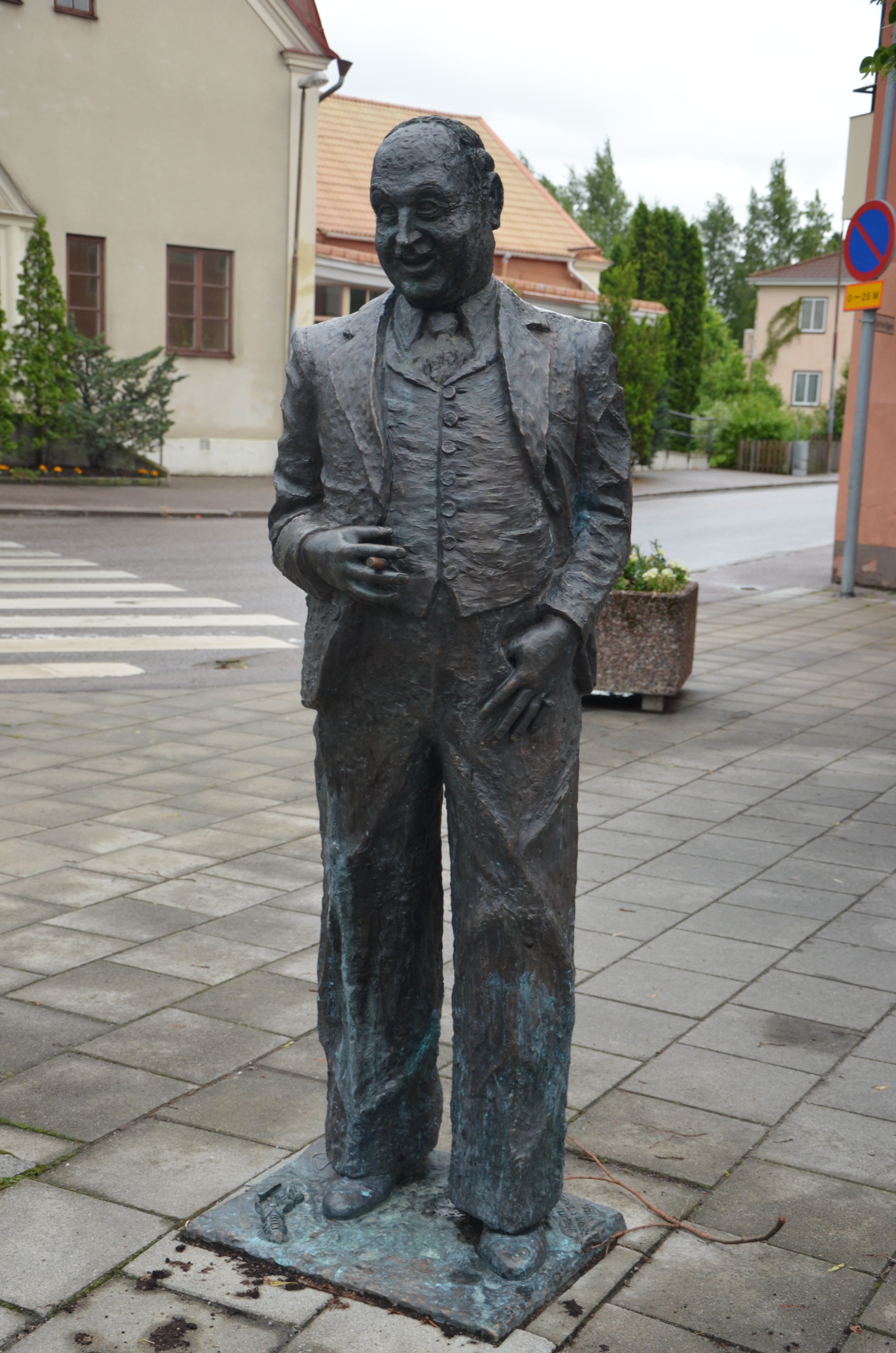
Estatua de Thor Modéen en Kungsör

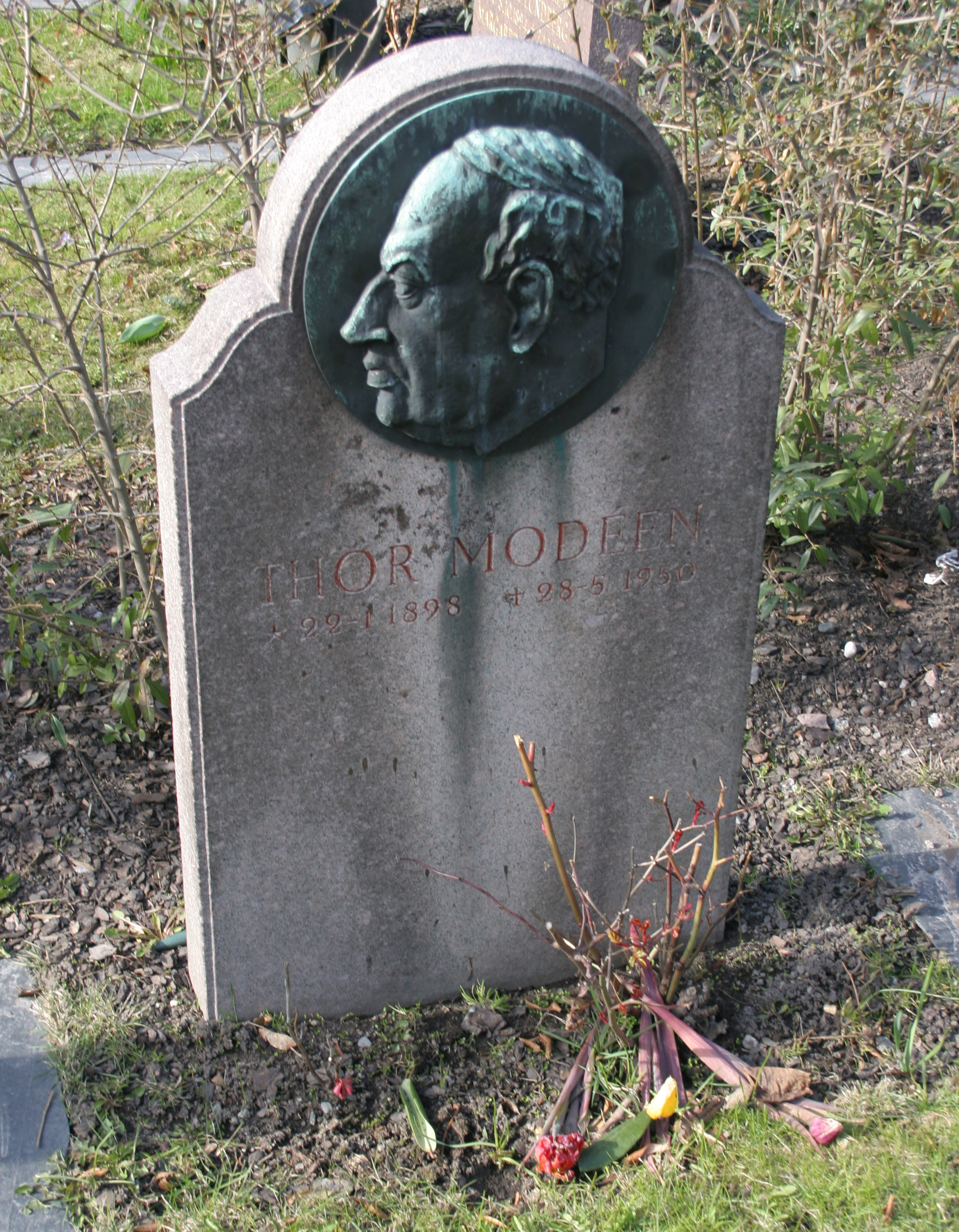
Tumba de Thor Modéen en el Cementerio de la iglesia Adolf Fredriks kyrkan

Thor Modéen (22 de enero de 1898 - 28 de mayo de 1950) fue un actor y humorista de nacionalidad sueca.

## Biografía
Nacido en Kungsör, Suecia, su nombre completo era Thor Odert Folke Modéen. Era el hijo de Alfred Modéen, un inspector de estación, y su esposa, Anna Jonsson.
En 1916 Thor Modéen fue estudiante de Gustaf Linden, director del Lorensbergsteatern de Gotemburgo, actuando posteriormente en los teatros Novilla, Folkets Hus, Folkan, Södra Teatern, Oscarsteatern, Vasateatern y Ópera Real de Estocolmo. 
Thor Modéen empezó su carrera como bailarín, cantante e intérprete de revista en 1918, aunque se hizo famoso gracias a su trabajo en películas del género pilsnerfilm, comedias suecas rodadas sobre todo a partir de los años 1930. En muchas de ellas trabajó formando pareja con el actor Åke Söderblom. En esas producciones solía interpretar a comerciantes fumadores de puros, reclutas despreocupados y agentes de policía, robando siempre las escenas gracias a su gran cuerpo. 
El 7 de marzo de 1935, Thor Modéen y su colega John Wilhelm Hagberg fueron condenados al pago de una multa de 75 coronas por violar la legislación sobre espectáculos públicos en días festivos debido a una sesión matinal llevada a cabo en el día de Navidad en el Palacio de los Deportes de Estocolmo.
En su faceta de cantante, Thor Modéen grabó un total de 228 discos de vinilo de 78 RPM con diálogos y sketches, muchos de ellos en colaboración con Artur Rolén.
Además de su faceta artística, Modéen fue un gran aficionado a la filatelia.
Thor Modéen falleció en Estocolmo, Suecia, en 1950, a causa de una ictericia. Había estado casado con Margareta Schönström, y había tenido dos hijos adoptados, Lars, nacido en 1932, y Margareta, nacida en 1934. 

## Teatro
- 1917 : Bandet, Lorensbergsteatern
- 1918 : Fröken Duponts kärleksäventyr, gira
- 1919 : Tjocka Bertas bröllopsfest, Nya teatern Sundbyberg
- 1919 : När klockorna klämtar, Nya teatern Sundbyberg
- 1919 : Nix-Kix, Nya teatern Sundbyberg
- 1919 : Fruktbärande samverkan, Nya teatern Sundbyberg
- 1919 : Mångsidiga Isidor, Novilla
- 1920 : Lahitlaha - eller skrällen i Importugal, Biografen Ugglan
- 1920 : Mekaniska Putte, Biografen Ugglan
- 1920 : Greven av Melonien, Biografen Ugglan
- 1920 : Pariserpojken, Biografen Ugglan
- 1920 : På ärans höjder, Pallas-Teatern
- 1920 : Carlssons underbara resa, Pallas-Teatern
- 1920 : När katten är borta, Pallas-Teatern
- 1920 : Fridfulla Ferdinand, Pallas-Teatern
- 1921 : Prinsessan som inte kunde skratta, Pallas-Teatern
- 1921 : Förbjuden frukt, Pallas-Teatern
- 1921 : Alexander den lille - eller låna mej en svärmor, Pallas-Teatern
- 1921 : Vårglädje i Haga, Pallas-Teatern
- 1921 : Lite gladare om jag får be, Pallas-Teatern
- 1921 : Johansson, vad gör du?, Pallas-Teatern
- 1921 : Ack, Anastasia!, Pallas-Teatern
- 1921 : Lille Alfred, Pallas-Teatern
- 1922 : Tivoli, Pallas-Teatern
- 1922 : Ping-Pong, Pallas-Teatern
- 1922 : Ärans blomsterströdda väg, Pallas-Teatern
- 1922 : Profeten Jönzén, Pallas-Teatern
- 1922 : Får jag säga pappa?, Pallas-Teatern
- 1922 : Andersson, Pettersson och Lundström, de Frans Hodell, Vanadislundens friluftsteater
- 1922 : Öregrund-Östhammar, de Selfrid Kinmanson, Vanadislundens friluftsteater
- 1923 : Spel ut!, Folkets hus teater
- 1923 : Chaplin, Vanadislundens friluftsteater
- 1923 : La tía de Carlos, de Brandon Thomas, Vanadislundens friluftsteater
- 1923 : Janssons frestelse, de Sigurd Wallén, escenografía de Algoth Gunnarsson, Folkets hus teater[2][3]
- 1923 : Pengar som gräs, Folkets hus teater
- 1923 : Fabrikstösen, Folkets hus teater
- 1924 : Farbror ritar och berättar, Folkets hus teater
- 1924 : Hur Kalle Karlsson fick Hjul-Pelle att fastna i rävsaxen, Vanadislundens friluftsteater
- 1925 : Dit går vi, Folkets hus teater
- 1925 : Ping-Pong, Mosebacke revyteater
- 1925 : Styrman Karlssons flammor, de Björn Hodell, Södra Teatern
- 1926 : Hela Stockholm, Folkets hus teater
- 1926 : Rolfs Rekord-Revy, gira
- 1926 : Rolfs höstrevy, Liseberg
- 1926 : Styrman Karlssons bröllopsresa, Folkets hus teater
- 1927 : Från mun till mun, Folkets hus teater
- 1927 : Förlåt men hur var namnet?, Odeonteatern, Estocolmo
- 1927 : Höstrevyn 1927, Odeonteatern
- 1927 : I nöd och lust - eller Styrman Karlssons skilsmässa, Odeonteatern
- 1928 : Hoppla vi ler, gira
- 1929 : Du och jag, de Thor Modéen y John Botvid, Folkets hus teater[4]
- 1929 : Familjekarusellen, Södra Teatern
- 1930 : Södran som vanligt, Södra Teatern
- 1930 : Stockholm blir Stockholm, de Svasse Bergquist, Franz Engelke y Adolf Niska, Vasateatern[5]
- 1931 : Vasateaterns nyårsrevy, Vasateatern
- 1931 : De' e' mina tag, Folkets hus teater
- 1932 : Här va' de'!, de Gösta Stevens y Kar de Mumma, escenografía de Björn Hodell, Södra Teatern[6]
- 1932 : Nicklasson & Co., de Ernst Berge, escenografía de Ludde Gentzel, Vanadislundens friluftsteater[7]
- 1932 : Vi som går köksvägen, de Gösta Stevens, escenografía de Nils Lundell, Södra Teatern[8][9]
- 1933 : Ett leende år, de Gösta Stevens y Kar de Mumma, escenografía de Björn Hodell, Södra Teatern[10]
- 1933 : Frans Fransson och son, de Ernst Berge, escenografía de Thor Modéen, Vanadislundens friluftsteater[11]
- 1933 : Lyckliga Jönsson, de Toralf Sandø, escenografía de Björn Hodell, Södra Teatern[12]
- 1934 : Strålande tider, härliga tider, Södra Teatern
- 1934 : Pettersson – Sverge, de Oscar Rydqvist, escenografía de Sigurd Wallén, Vanadislundens friluftsteater[13][14] y Södra Teatern[15]
- 1934 : Sol över Söder, Södra Teatern
- 1935 : Och karusellen går, de Gösta Stevens, Kar de Mumma y Åke Söderblom, escenografía de Gösta Stevens, Södra Teatern
- 1935 : Filip den store, de Oscar Rydqvist, Vanadislundens friluftsteater[16]
- 1935 : La posada del Caballito Blanco, de Ralph Benatzky, Eric Charell y Hans Müller, escenografía de Max Hansen, Teatro Oscar
- 1936 : Klart söderut, de Kar de Mumma y Åke Söderblom, escenografía de Björn Hodell, Södra Teatern[17][18]
- 1936 : Känsliga Svensson, de Ernst Berge, escenografía de Thor Modéen, Vanadislundens friluftsteater[19]
- 1936 : Oh, du milde Antonius, de A Fenclo, Georg Brada y Jara Beneš, escenografía de Carl Johannesson y Karl Kinch, Teatro Oscar[20]
- 1936 : Geishan, de Sidney Jones, Owen Hall y Harry Greenbank, escenografía de Karl Kinch, Teatro Oscar
- 1937 : Sverige åt Svensson, de Kar de Mumma, Södra Teatern
- 1938 : Dom säjer på stan, Folkan
- 1939 : Honnör för 39, de Kar de Mumma, escenografía de Victor Bernau, Södra Teatern[21][22]
- 1939 : Uppåt igen, de Kar de Mumma, escenografía de Gustav Wally, Södra Teatern
- 1940 : Eskimåteatern - eller Thalia i fält norr om Polcirkeln, Historiska museet
- 1941 : Flaggan i topp, de Kar de Mumma, escenografía de Leif Amble-Næss, Södra Teatern
- 1941 : Sol över stan, Royal (Estocolmo)
- 1941 : Wally-Revyn, de Gustav Wally, Teatro Oscar
- 1942 : Fältteater Nr 236, Djurgårdsmässan
- 1942 : Troll och människor, Vinterpalatset-Norra Bantorget
- 1943 : Marsch till Söder, de Tor Bergström, Gösta Stenberg y Åke Balltorp, escenografía de Karl Kinch, Södra Teatern[23]
- 1943 : Zorina, de Jules Sylvain y Per Schytte, Kungliga Operan
- 1944 : 80, 90, 100, de Tor Bergström y Åke Balltorp, escenografía de Karl Kinch, Södra Teatern
- 1944 : Stockholms Broadway, de Sven Paddock y Nils Perne, Royal (Estocolmo)
- 1945 : Revydags, de Tor Bergström y Åke Balltorp, escenografía de Gösta Stevens, Södra Teatern
- 1946 : Fred och Fröjd, de Tor Bergström y Åke Balltorp, escenografía de Gösta Stevens, Södra Teatern
- 1946 : Södran så klart, Södra Teatern
- 1947 : Gäster på stan, gira
- 1948 : Kasta loss, Teaterbåten (Gotemburgo)
- 1948 : Victoriarevyn, gira
- 1948 : The new look, Teaterbåten (Gotemburgo)
- 1948 : På genomresa, Cirkusteatern (Gotemburgo)
- 1948 : Här håller vi hus, Södra Teatern (Malmö)
- 1949 : I höstskrud, Teaterbåten (Gotemburgo)
- 1949 : Adjö, Mimi, de Ralph Benatzky, Alexander Engel y Julius Horst, Alléteatern

### Escritor y director
- 1949 : Rödluvan, Alléteatern[24]

## Selección de su filmografía

### Actor
- 1952 : Snurren direkt
- 1952 : Åke klarar biffen
- 1952 : Kronans glada gossar
- 1951 : Livat på luckan
- 1951 : Dårskapens hus
- 1950 : Fästmö uthyres
- 1948 : Livet på Forsbyholm
- 1947 : Kronblom
- 1947 : 91:an Karlssons permis
- 1947 : Nattvaktens hustru
- 1947 : Pappa sökes
- 1946 : 91:an Karlsson. "Hela Sveriges lilla beväringsman"
- 1946 : Hotell Kåkbrinken
- 1946 : Kärlek och störtlopp
- 1946 : Harald Handfaste
- 1946 : Stiliga Augusta
- 1945 : I Roslagens famn
- 1945 : Fram för lilla Märta
- 1945 : Det var en gång...
- 1945 : Jolanta, den gäckande suggan
- 1945 : Rattens musketörer
- 1945 : Pettersson & Bendels nya affärer
- 1944 : 83:an i lumpen
- 1944 : Lilla helgonet
- 1944 : Fattiga riddare (también director)
- 1944 : ... och alla dessa kvinnor
- 1943 : Hans Majestäts rival
- 1943 : Herr Collins äventyr
- 1943 : Lille Napoleon
- 1943 : Prästen som slog knockout
- 1942 : Livet på en pinne
- 1942 : En äventyrare
- 1942 : Olycksfågeln nr 13
- 1942 : Sexlingar
- 1942 : Djurgårdsmässan
- 1941 : I natt - eller aldrig
- 1941 : Magistrarna på sommarlov
- 1941 : Tåget går klockan 9
- 1941 : Stackars Ferdinand
- 1941 : Springpojkar är vi allihopa
- 1941 : Spökreportern
- 1941 : Alla tiders krigare
- 1941 : Så tuktas en äkta man
- 1940 : Med dej i mina armar
- 1940 : Hjältar i gult och blått
- 1940 : Kyss henne!
- 1940 : Snurriga familjen
- 1940 : ... som en tjuv om natten
- 1940 : Swing it, magistern!
- 1940 : Lillebror och jag
- 1939 : Mot nya tider
- 1939 : Oss baroner emellan
- 1939 : Landstormens lilla Lotta
- 1939 : Rena rama sanningen
- 1939 : Efterlyst
- 1938 : Julia jubilerar
- 1938 : Kustens glada kavaljerer
- 1938 : Svensson ordnar allt!
- 1937 : Pensionat Paradiset
- 1937 : Klart till drabbning
- 1937 : O, en så'n natt!
- 1937 : Odygdens belöning
- 1936 : 33.333
- 1936 : 65, 66 och jag
- 1936 : Annonsera!
- 1936 : Han, hon och pengarna
- 1936 : Släkten är värst
- 1936 : Kungen kommer
- 1935 : Smålänningar
- 1935 : Kärlek efter noter
- 1934 : Pettersson - Sverige
- 1934 : En stilla flirt
- 1934 : Anderssonskans Kalle
- 1934 : Kungliga Johansson
- 1934 : Simon i Backabo
- 1934 : Uppsagd
- 1933 : Kära släkten
- 1933 : Augustas lilla felsteg
- 1933 : Två man om en änka
- 1932 : Sten Stensson Stéen från Eslöv på nya äventyr
- 1932 : Ett skepp kommer lastat
- 1932 : Kärlek och kassabrist
- 1931 : Skepp ohoj!
- 1927 : Hin och smålänningen
- 1927 : Spökbaronen
- 1926 : Fänrik Ståls sägner-del II
- 1926 : Fänrik Ståls sägner-del I
- 1925 : Två konungar
- 1925 : Karl XII del II
- 1924 : Dan, tant och lilla fröken Söderlund
- 1924 :  Ödets man
- 1923 : Andersson, Pettersson och Lundström
- 1923 : Gamla gatans karneval
- 1923 : Janne Modig

### Director
- 1933 : Augustas lilla felsteg

### Guionista
- 1944 : Fattiga Riddare (junto a John Botvid)
- 1950 : Påhittiga Johansson

## Discografía
- Antonsson, Görgen (1997).  Bakhåll, ed. Thor Modéen : en diskografi. Lund.